# لیلویت
لیلویت (به انگلیسی: Lillooet) یک منطقهٔ مسکونی در کانادا است که در بریتیش کلمبیا واقع شده‌است. لیلویت ۲۷٫۵۱ کیلومتر مربع مساحت و ۲٬۳۲۱ نفر جمعیت دارد و ۲۴۹٫۹۴ متر بالاتر از سطح دریا واقع شده‌است.